# Peter Malkin
Peter Zvi Malkin (in ebraico צביקה מלחין‎?; Żółkiewka, 27 maggio 1927 – New York, 1º maggio 2005) è stato un agente segreto israeliano.

## Biografia
Peter Zvi Malchin nacque il 27 maggio 1927 a Pilgramshain, durante la Repubblica di Weimar (ora Żółkiewka, Polonia), da una famiglia ebrea osservante. Nel 1936, la sua famiglia fuggì in Palestina per sottrarsi alla crescente ondata di antisemitismo tedesco; sua sorella Fruma e i tre figli di lei, rimasti con altri 150 parenti, morirono nell'Olocausto. All'età di 12 anni, Malkin fu reclutato nell'Haganah. Nel 1950, fu invitato a unirsi al servizio di sicurezza nascente del nuovo stato ebraico come esperto di esplosivi. Era anche un esperto di arti marziali e travestimenti.
Malkin ha trascorso 27 anni nel Mossad, prima come agente e poi come capo delle operazioni. Come capo delle operazioni ha svolto un ruolo importante nella cattura di Israel Bar, una spia sovietica che era penetrata ai massimi livelli del governo israeliano. Ha anche guidato un'operazione contro scienziati nazisti che avevano partecipato a un programma di sviluppo di armi nucleari egiziane dopo la seconda guerra mondiale .
La missione più famosa di Malkin ebbe luogo l'11 maggio 1960, quando lui e una squadra di agenti del Mossad guidati da Rafi Eitan catturarono Adolf Eichmann, operando in incognito in Argentina. Anziano burocrate nazista, Eichmann aveva svolto un ruolo chiave nell'organizzazione dello sterminio degli ebrei durante la seconda guerra mondiale. "Un momentito, señor" (Un momento, signore), furono le parole che pronunciò in spagnolo mentre si avvicinava a Eichmann. Quindi Malkin lo afferrò per il collo, lo gettò a terra e lo chiuse nell'auto che li portò in una casa sicura fuori Buenos Aires.
Nel 1989, il quotidiano israeliano Maariv lo ha citato come "una delle più grandi figure di sempre nella storia del Mossad". Il giornalista israeliano Uri Dan lo ha definito "uno straordinario agente segreto".
Si dice anche che Malkin sia stato coinvolto nella ricerca di Yossele Schumacher negli anni '60.
Dopo essersi ritirato nel 1976, Peter Malkin ha dedicato il suo tempo alla pittura, professione che aveva usato come copertura durante gli anni del Mossad. I suoi dipinti, dal momento della cattura di Eichmann in Argentina, hanno riscosso un successo internazionale a Londra, Parigi, Bruxelles e in Israele. Ha anche scritto libri ed è stato consulente internazionale privato sui metodi antiterrorismo. Il film L'uomo che catturò Eichmann (1996) con Robert Duvall nei panni di Adolf Eichmann, era basato sul suo libro Eichmann nelle mie mani nel film c'era anche Arliss Howard, che interpreta Malkin. Più di recente, Evan M. Wiener ha scritto un'opera teatrale, Captors, ispirata al libro. È stato anche interpretato da Oscar Isaac nel film Operation Finale del 2018 (con Ben Kingsley nel ruolo di Eichmann).
A metà degli anni '80, Malkin fu reclutato per dare la caccia all'ex medico delle SS Josef Mengele. Malkin e il team di ex agenti del Mossad che aveva riunito non sapevano che Mengele fosse già morto. All'ultimo momento, Malkin e il team annullarono l'operazione, allorché si resero conto che si trattava di una trappola.
Malkin trascorse i suoi ultimi anni a New York con sua moglie, Roni, e i loro tre figli. Morì nel 2005.